# Фатальна знахідка
Фатальна знахідка (англ. The Box) — американський трилер 2003 року.

## Сюжет
Достроково вийшовши з в'язниці після відбуття трирічного терміну за пограбування ювелірного магазину, Френк Майлз хоче зав'язати зі своїм минулим і змінитися. Він влаштовується на роботу в автомайстерню. Випадкова зустріч в барі з офіціанткою Мері перевертає все його життя. Вони закохуються одне в одного, і Френк вирішує, що більше ніколи не повернеться до в'язниці. Але доля підносить свої сюрпризи: Мері не може розібратися у стосунках з колишнім чоловіком, а Френк знову стикається зі старими «дружками». Та ще підозріла коробка, яку знаходять закохані, перетворює їх життя в справжній кошмар.

## У ролях
- Джеймс Руссо — Френк Майлз
- Тереза Расселл — Дора Бейкер
- Бред Дуріф — Стен
- Стів Рейлсбек — Джейк Регна
- Джон Політо — Майкл Дикерсон
- Майкл Рукер — детектив Стеффорд
- Джон Снайдер — детектив Міллер
- Лі Вівер — Джо
- Джо Палезе — Майк Дженнінгс
- Люсіль М. Олівер — Рита
- Медоу Вільямс — танцівниця
- Кфір Шошан — людина в барі
- Майкл Коррал — Батлер
- Карлос Лаучу — Бармен
- Нілс Аллен Стюарт — лисий чоловік
- Бенжамін Маккабі — тюремник
- Андре Бернард — коробка, озвучка
- Стефан Кей — Олів'є